# 6978 Хіронака
6978 Хіронака (6978 Hironaka) — астероїд головного поясу, відкритий 12 вересня 1993 року.
Тіссеранів параметр щодо Юпітера — 3,401.